# 长孙士亮
长孙士亮，名澄，字士亮，以字行，河南洛阳人，北魏上党王长孙稚之子，唐朝凌烟阁功臣长孙顺德的祖父。北朝官员、军事人物。
十岁时，司徒李琰之就将女儿许配给他。十四岁与诸兄弟和长孙稚征讨，有智谋，勇冠诸将，被梁将裴邃称为“铁小儿”。以功封西华县侯。长大后容貌魁梧高大，风度翩翩。西魏大统年间，历任豫、渭二州刺史。以军功，别封永宁县伯，寻进封覆津县侯。
北周建立后，拜大将军，进爵义门郡公。出为玉壁总管，颇有威信。后在任上去世，追赠为柱国，谥曰简。自丧初至安葬，北周明帝三次驾临祭奠。有子长孙嵘、长孙恺。

## 家族
- 高祖：长孙道生，北魏太尉、上党靖王。
- 曾祖：长孙抗，鲜卑名乌者，北魏特进，上党康王。
- 祖父：长孙观，鲜卑名拔六观，北魏司空、上党定王。
- 父亲：长孙稚，字承业，北魏上党文宣王。

### 兄弟
- 异母长兄：长孙儁，字子彦，西魏高平郡公，谥曰威襄。
- 异母次兄：长孙裕，字子裕，西魏武卫大将军、太常卿，封平原县伯。
- 同母三兄：长孙绍远，字师，北周小宗伯，上党郡公，谥曰献。
- 同母五弟：长孙季亮，名巠。

### 妻
- 隴西李氏，侍中、骠骑大将军、司徒公、雍州刺史，文简公李琰之之女
- 宋靈妃，给事黄门侍郎、吏部尚书、相州大中正、烈人子、使持节、镇北将军、瀛州刺史宋弁的孙女，烈人子、冠军将军、营洛二州刺史宋維之女[1]

### 子孙
- 子：长孙嵘，字山尼，隋司农少卿，襲封義門郡公。
  - 孙：长孙勣
    - 曾孙：长孙知人，贞观廿年官尚药奉御，二十二年官司农少卿。
- 子：长孙纬，字道客，隋太常卿[2]。
  - 孙：长孙曜，蜀王府长史。
    - 曾孙：长孙安，字弘安，青州长史。
- 子：长孙轨，隋梁州司马。
- 子：长孙始
- 子：长孙恺，隋开府、大将军。
  - 孙：长孙顺德，泽州刺史、邳国公，谥曰襄。
    - 曾孙：长孙嘉庆

  - 孙：长孙敬道，唐左亲卫队正。
    - 曾孙：长孙曦，驸马、黄州刺史。尚太宗女新兴公主。
    - 曾孙：长孙白泽
- 女：长孙始蘭
- 女：长孙瞿沙